# オロ州
オロ州 (オロしゅう、Oro Province)、または公式には北部州（ほくぶしゅう）は、パプアニューギニア及びニューギニア島の北東部に位置する州である。 州都はポポンデッタ。 州の面積は、22,800 km²、人口は186,309人（2011年国勢調査）である。
州内に活火山であるラミントン山がある。第二次世界大戦中、ポートモレスビー作戦においてココダ道の戦いやブナとゴナの戦いで戦場となった。ココダ道の北端は同州のココダである。
宗教では、国内で唯一アングリカン教会が支配的な州である。パーム油が主要な産物である。